# Eneicat-CMTeam
L'Eneicat-CMTeam-Seguros Deportivos és un equip ciclista professional de categoria elit de ciclisme de carretera que participa en l'UCI Women's World Tour. La seu es troba a Castella i Lleó.

## Història
L'equip femení es va fundar el 2019 amb categoria UCI Women's Team amb la finalitat de recolzar al ciclisme femení professional espanyol. A l'actualitat l'equip està a la segona categoria de l'UCI femenina.

## Classificacions UCI
Les classificacions de l'equip i de la seva ciclista més destacada són les següents:
| Rànquing UCI | Rànquing UCI     | Rànquing UCI                             | Rànquing UCI |
| Any          | Rànquing d'equip | Millor ciclista al rànquing              |              |
| ------------ | ---------------- | ---------------------------------------- | ------------ |
| 2019         | 42è              | Varvara Fasoi (268è)                     |              |
| 2020         | 36è              | Varvara Fasoi (105è)                     |              |
| 2021         | 26è              | Aidi Gerde Tuisk (177è)                  |              |
| 2022         | 38è              | Maribel Aguirre (233è)                   |              |
| 2023         | 40è              | Aranza Valentina Villalón Sanchez (153è) |              |
| 2024         | 34è              | Daniela Campos (163è)                    |              |
|              |                  |                                          |              |
| Font: UCI    |                  |                                          |              |

La taula següent mostra el rànquing de l'equip a la UCI World Tour femení, així com la seva millor ciclista en el rànquing individual.
| UCI World Tour | UCI World Tour   | UCI World Tour                           | UCI World Tour |
| Any            | Rànquing d'equip | Millor ciclista al rànquing              |                |
| -------------- | ---------------- | ---------------------------------------- | -------------- |
| 2021           | 33è              | Anna Baidak (175è)                       |                |
| 2022           | 39è              | Aranza Valentina Villalón Sanchez (227è) |                |
| 2023           | 32è              | Andrea Alzate Gómez (221è)               |                |
| 2024           | -                | Ariana Gilabert (350è)                   |                |
|                |                  |                                          |                |
| Font: UCI      |                  |                                          |                |

## Temporades anteriors
| \| Llista de l'equip 2024 \| Llista de l'equip 2024 \| Llista de l'equip 2024 \| Llista de l'equip 2024 \| \| Ciclista \| Data de naixement \| Equip previ \| \| \| ---------------------- \| ---------------------- \| -------------------------------------- \| ---------------------- \| \| Andrea Alzate Gómez \| 9 de octubre de 1996 \| Soltec Team (2022) \| \| \| Valentina Basilico \| 17 de abril de 2003 \| Bepink (2023) \| \| \| Daniela Campos \| 31 de març de 2002 \| Bizkaia-Durango (2023) \| \| \| Ariana Gilabert \| 12 de abril de 2000 \| Laboral Kutxa-Fundación Euskadi (2023) \| \| \| Isabel Martin \| 1 de maig de 1999 \| Río Miera-Cantabria Deporte (2022) \| \| \| Irene Mendez Melgarejo \| 14 de maig de 1992 \| Bizkaia-Durango (2023) \| \| \| Adele Normand \| 5 de gener de 2002 \| Massi Tactic (2023) \| \| \| Claudia San Justo \| 3 de octubre de 2003 \| \| \| \| Carolina Vargas \| 28 de agost de 2002 \| Colnago CM Team (2021) \| \| \| Alessia Bulleri \| 19 de juliol de 1993 \| Aromitalia Vaiano (2018) \| \| \| \| \| \| \| \| Font: ProCyclingStats \| \| \| \| |                      |                                        |  |
| Llista de l'equip 2024 |                      |                                        |  |
| Ciclista | Data de naixement    | Equip previ                            |  |
| Andrea Alzate Gómez | 9 de octubre de 1996 | Soltec Team (2022)                     |  |
| Valentina Basilico | 17 de abril de 2003  | Bepink (2023)                          |  |
| Daniela Campos | 31 de març de 2002   | Bizkaia-Durango (2023)                 |  |
| Ariana Gilabert | 12 de abril de 2000  | Laboral Kutxa-Fundación Euskadi (2023) |  |
| Isabel Martin | 1 de maig de 1999    | Río Miera-Cantabria Deporte (2022)     |  |
| Irene Mendez Melgarejo | 14 de maig de 1992   | Bizkaia-Durango (2023)                 |  |
| Adele Normand | 5 de gener de 2002   | Massi Tactic (2023)                    |  |
| Claudia San Justo | 3 de octubre de 2003 |                                        |  |
| Carolina Vargas | 28 de agost de 2002  | Colnago CM Team (2021)                 |  |
| Alessia Bulleri | 19 de juliol de 1993 | Aromitalia Vaiano (2018)               |  |
| |                      |                                        |  |
| Font: ProCyclingStats |                      |                                        |  |

| \| Llista de l'equip 2023 \| Llista de l'equip 2023 \| Llista de l'equip 2023 \| Llista de l'equip 2023 \| \| Ciclista \| Data de naixement \| Equip previ \| \| \| ------------------------------------- \| ---------------------- \| ---------------------------------- \| ---------------------- \| \| Aranza Valentina Villalón Sanchez \| 18 de juny de 1995 \| Avinal-Sistecredito-GW (2020) \| \| \| Andrea Alzate Gómez \| 9 de octubre de 1996 \| Soltec Team (2022) \| \| \| Stefania Sánchez (1 de abr–31 de des) \| 21 de juliol de 2001 \| \| \| \| Carolina Vargas \| 28 de agost de 2002 \| Colnago CM Team (2021) \| \| \| María Latriglia \| 9 de juny de 1999 \| Colnago CM Team (2020) \| \| \| Lucia Ruiz Pérez \| 18 de juny de 2004 \| \| \| \| Marina Varenyk \| 7 de febrer de 2001 \| \| \| \| Laura Ruiz Pérez \| 18 de juny de 2004 \| \| \| \| Isabel Martin \| 1 de maig de 1999 \| Río Miera-Cantabria Deporte (2022) \| \| \| \| \| \| \| \| Font: UCI \| \| \| \| |                      |                                    |  |
| Llista de l'equip 2023 |                      |                                    |  |
| Ciclista | Data de naixement    | Equip previ                        |  |
| Aranza Valentina Villalón Sanchez | 18 de juny de 1995   | Avinal-Sistecredito-GW (2020)      |  |
| Andrea Alzate Gómez | 9 de octubre de 1996 | Soltec Team (2022)                 |  |
| Stefania Sánchez (1 de abr–31 de des) | 21 de juliol de 2001 |                                    |  |
| Carolina Vargas | 28 de agost de 2002  | Colnago CM Team (2021)             |  |
| María Latriglia | 9 de juny de 1999    | Colnago CM Team (2020)             |  |
| Lucia Ruiz Pérez | 18 de juny de 2004   |                                    |  |
| Marina Varenyk | 7 de febrer de 2001  |                                    |  |
| Laura Ruiz Pérez | 18 de juny de 2004   |                                    |  |
| Isabel Martin | 1 de maig de 1999    | Río Miera-Cantabria Deporte (2022) |  |
| |                      |                                    |  |
| Font: UCI |                      |                                    |  |

| \| Llista de l'equip 2022 \| Llista de l'equip 2022 \| Llista de l'equip 2022 \| Llista de l'equip 2022 \| \| Ciclista \| Data de naixement \| Equip previ \| \| \| --------------------------------- \| ---------------------- \| ----------------------------- \| ---------------------- \| \| Anna Baidak \| 13 de novembre de 2000 \| \| \| \| Udane Bilbao \| 8 de març de 2003 \| \| \| \| Isabella Escalera \| 1 de juliol de 2003 \| \| \| \| Varvara Fasoi \| 2 de febrer de 1991 \| \| \| \| Daria Fomina (1 de gen–7 de jul) \| 1 de abril de 2002 \| \| \| \| Aidi Gerde Tuisk \| 1 de març de 2002 \| \| \| \| Josefine Huitfeldt \| 10 de abril de 1995 \| Multum Accountants (2019) \| \| \| Ziortza Isasi Cristóbal \| 5 de agost de 1995 \| Sopela Women's Team (2018) \| \| \| Lija Laizāne \| 6 de juliol de 1993 \| Aromitalia Vaiano (2018) \| \| \| Carmen Rodríguez \| 5 de juliol de 2000 \| \| \| \| Claudia San Justo \| 3 de octubre de 2003 \| \| \| \| Paula Soler \| 2 de juny de 2001 \| Sopela Women's Team (2021) \| \| \| Nuria Tauler \| 25 de juny de 2002 \| \| \| \| Aranza Valentina Villalón Sanchez \| 18 de juny de 1995 \| Avinal-Sistecredito-GW (2020) \| \| \| Silvia Zúñiga \| 10 de agost de 1985 \| \| \| \| \| \| \| \| \| Font: UCI \| \| \| \| |                        |                               |  |
| Llista de l'equip 2022 |                        |                               |  |
| Ciclista | Data de naixement      | Equip previ                   |  |
| Anna Baidak | 13 de novembre de 2000 |                               |  |
| Udane Bilbao | 8 de març de 2003      |                               |  |
| Isabella Escalera | 1 de juliol de 2003    |                               |  |
| Varvara Fasoi | 2 de febrer de 1991    |                               |  |
| Daria Fomina (1 de gen–7 de jul) | 1 de abril de 2002     |                               |  |
| Aidi Gerde Tuisk | 1 de març de 2002      |                               |  |
| Josefine Huitfeldt | 10 de abril de 1995    | Multum Accountants (2019)     |  |
| Ziortza Isasi Cristóbal | 5 de agost de 1995     | Sopela Women's Team (2018)    |  |
| Lija Laizāne | 6 de juliol de 1993    | Aromitalia Vaiano (2018)      |  |
| Carmen Rodríguez | 5 de juliol de 2000    |                               |  |
| Claudia San Justo | 3 de octubre de 2003   |                               |  |
| Paula Soler | 2 de juny de 2001      | Sopela Women's Team (2021)    |  |
| Nuria Tauler | 25 de juny de 2002     |                               |  |
| Aranza Valentina Villalón Sanchez | 18 de juny de 1995     | Avinal-Sistecredito-GW (2020) |  |
| Silvia Zúñiga | 10 de agost de 1985    |                               |  |
| |                        |                               |  |
| Font: UCI |                        |                               |  |

| \| Llista de l'equip 2021 \| Llista de l'equip 2021 \| Llista de l'equip 2021 \| Llista de l'equip 2021 \| \| Ciclista \| Data de naixement \| Equip previ \| \| \| ------------------------------------- \| ---------------------- \| ------------------------------------------- \| ---------------------- \| \| Anna Baidak \| 13 de novembre de 2000 \| \| \| \| Kim Baptista \| 27 de desembre de 2000 \| Weston Homes-Torelli-Assure (2020) \| \| \| Iúlia Biriukova \| 24 de gener de 1998 \| Lviv Cycling Team (2020) \| \| \| Alessia Bulleri \| 19 de juliol de 1993 \| Aromitalia Vaiano (2018) \| \| \| Nicole D'agostin \| 1 de febrer de 1999 \| Aromitalia Vaiano (2020) \| \| \| Varvara Fasoi \| 2 de febrer de 1991 \| \| \| \| Ziortza Isasi Cristóbal \| 5 de agost de 1995 \| Sopela Women's Team (2018) \| \| \| Lija Laizāne \| 6 de juliol de 1993 \| Aromitalia Vaiano (2018) \| \| \| Katia Martinez (24 de juny–31 de des) \| 17 de gener de 2001 \| \| \| \| Anastasiia Pliaskina \| 21 de febrer de 1996 \| Cogeas-Mettler-Look Pro Cycling Team (2019) \| \| \| Zaloa Ramos \| 20 de octubre de 1989 \| \| \| \| Carmen Rodríguez \| 5 de juliol de 2000 \| \| \| \| Nuria Tauler \| 25 de juny de 2002 \| \| \| \| Maria Tobias \| 25 de febrer de 2000 \| \| \| \| Aidi Gerde Tuisk \| 1 de març de 2002 \| \| \| \| Silvia Zúñiga \| 10 de agost de 1985 \| \| \| \| \| \| \| \| \| Font: UCI \| \| \| \| |                        |                                             |  |
| Llista de l'equip 2021 |                        |                                             |  |
| Ciclista | Data de naixement      | Equip previ                                 |  |
| Anna Baidak | 13 de novembre de 2000 |                                             |  |
| Kim Baptista | 27 de desembre de 2000 | Weston Homes-Torelli-Assure (2020)          |  |
| Iúlia Biriukova | 24 de gener de 1998    | Lviv Cycling Team (2020)                    |  |
| Alessia Bulleri | 19 de juliol de 1993   | Aromitalia Vaiano (2018)                    |  |
| Nicole D'agostin | 1 de febrer de 1999    | Aromitalia Vaiano (2020)                    |  |
| Varvara Fasoi | 2 de febrer de 1991    |                                             |  |
| Ziortza Isasi Cristóbal | 5 de agost de 1995     | Sopela Women's Team (2018)                  |  |
| Lija Laizāne | 6 de juliol de 1993    | Aromitalia Vaiano (2018)                    |  |
| Katia Martinez (24 de juny–31 de des) | 17 de gener de 2001    |                                             |  |
| Anastasiia Pliaskina | 21 de febrer de 1996   | Cogeas-Mettler-Look Pro Cycling Team (2019) |  |
| Zaloa Ramos | 20 de octubre de 1989  |                                             |  |
| Carmen Rodríguez | 5 de juliol de 2000    |                                             |  |
| Nuria Tauler | 25 de juny de 2002     |                                             |  |
| Maria Tobias | 25 de febrer de 2000   |                                             |  |
| Aidi Gerde Tuisk | 1 de març de 2002      |                                             |  |
| Silvia Zúñiga | 10 de agost de 1985    |                                             |  |
| |                        |                                             |  |
| Font: UCI |                        |                                             |  |

| \| Llista de l'equip 2020 \| Llista de l'equip 2020 \| Llista de l'equip 2020 \| Llista de l'equip 2020 \| \| Ciclista \| Data de naixement \| Equip previ \| \| \| -------------------------------------------- \| ---------------------- \| ------------------------------------------- \| ---------------------- \| \| Anna Baidak \| 13 de novembre de 2000 \| \| \| \| Maria Brizuela Villayandre \| 28 de octubre de 2001 \| \| \| \| Alessia Bulleri \| 19 de juliol de 1993 \| Aromitalia Vaiano (2018) \| \| \| Varvara Fasoi \| 2 de febrer de 1991 \| \| \| \| Mayuko Hagiwara \| 16 de octubre de 1986 \| Alé Cipollini (2018) \| \| \| Ziortza Isasi Cristóbal \| 5 de agost de 1995 \| Sopela Women's Team (2018) \| \| \| Lija Laizāne \| 6 de juliol de 1993 \| Aromitalia Vaiano (2018) \| \| \| Eukene Larrarte Arteaga (1 de gen–14 de set) \| 13 de setembre de 1998 \| \| \| \| Sofia Martinez Pico \| 14 de febrer de 2001 \| Delikia Ginestar (2019) \| \| \| Anastasiia Pliaskina \| 21 de febrer de 1996 \| Cogeas-Mettler-Look Pro Cycling Team (2019) \| \| \| Paula Soler \| 2 de juny de 2001 \| \| \| \| Maria Tobias \| 25 de febrer de 2000 \| \| \| \| \| \| \| \| \| Font: UCI \| \| \| \| |                        |                                             |  |
| Llista de l'equip 2020 |                        |                                             |  |
| Ciclista | Data de naixement      | Equip previ                                 |  |
| Anna Baidak | 13 de novembre de 2000 |                                             |  |
| Maria Brizuela Villayandre | 28 de octubre de 2001  |                                             |  |
| Alessia Bulleri | 19 de juliol de 1993   | Aromitalia Vaiano (2018)                    |  |
| Varvara Fasoi | 2 de febrer de 1991    |                                             |  |
| Mayuko Hagiwara | 16 de octubre de 1986  | Alé Cipollini (2018)                        |  |
| Ziortza Isasi Cristóbal | 5 de agost de 1995     | Sopela Women's Team (2018)                  |  |
| Lija Laizāne | 6 de juliol de 1993    | Aromitalia Vaiano (2018)                    |  |
| Eukene Larrarte Arteaga (1 de gen–14 de set) | 13 de setembre de 1998 |                                             |  |
| Sofia Martinez Pico | 14 de febrer de 2001   | Delikia Ginestar (2019)                     |  |
| Anastasiia Pliaskina | 21 de febrer de 1996   | Cogeas-Mettler-Look Pro Cycling Team (2019) |  |
| Paula Soler | 2 de juny de 2001      |                                             |  |
| Maria Tobias | 25 de febrer de 2000   |                                             |  |
| |                        |                                             |  |
| Font: UCI |                        |                                             |  |

| Error de Lua a Mòdul:Cycling_race a la línia 3751: attempt to concatenate local 'b' (a nil value). |